# Тихенька
Тихенька (рос. Тихонькая) — село Усть-Коксинського району, Республіка Алтай Росії. Входить до складу Верх-Уймонського сільського поселення.
Населення — 431 особа (2015 рік).